# Premio Fernanda Pivano

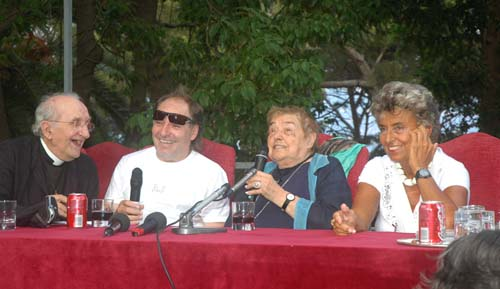
Don Andrea Gallo, Vasco Rossi, Fernanda Pivano e Fiorella Minervino al Premio Pivano 2006

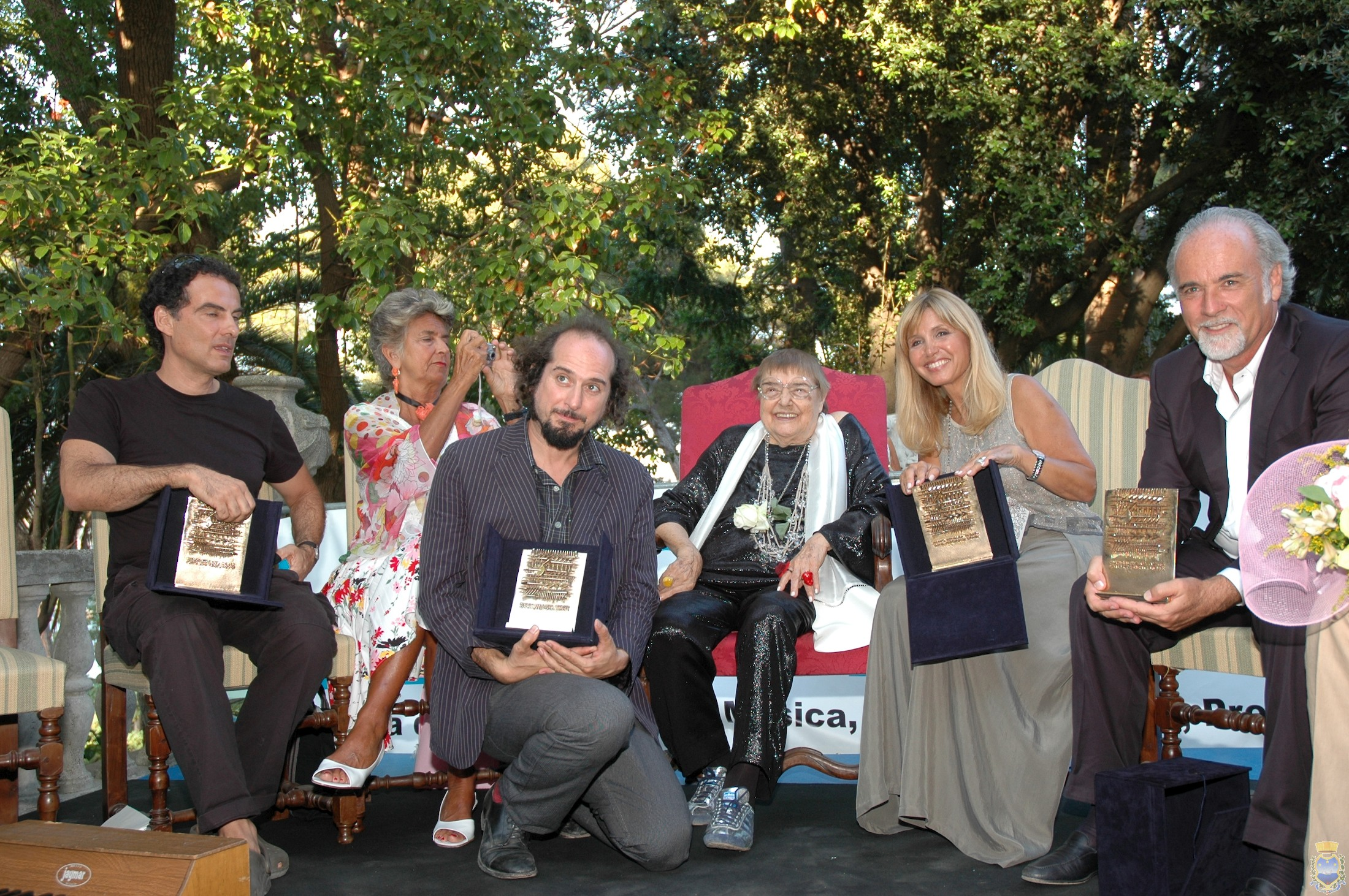
Andrea De Carlo, Fiorella Minervino, Vincio Capossela, Fernanda Pivano, Dori Ghezzi e Antonio Ricci al Premio Pivano 2007

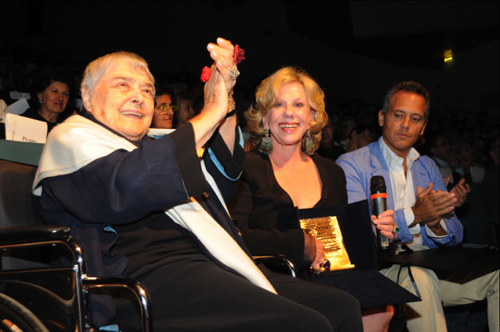
Fernanda Pivano, Erica Jong e Michele Concina al Premio Pivano 2009

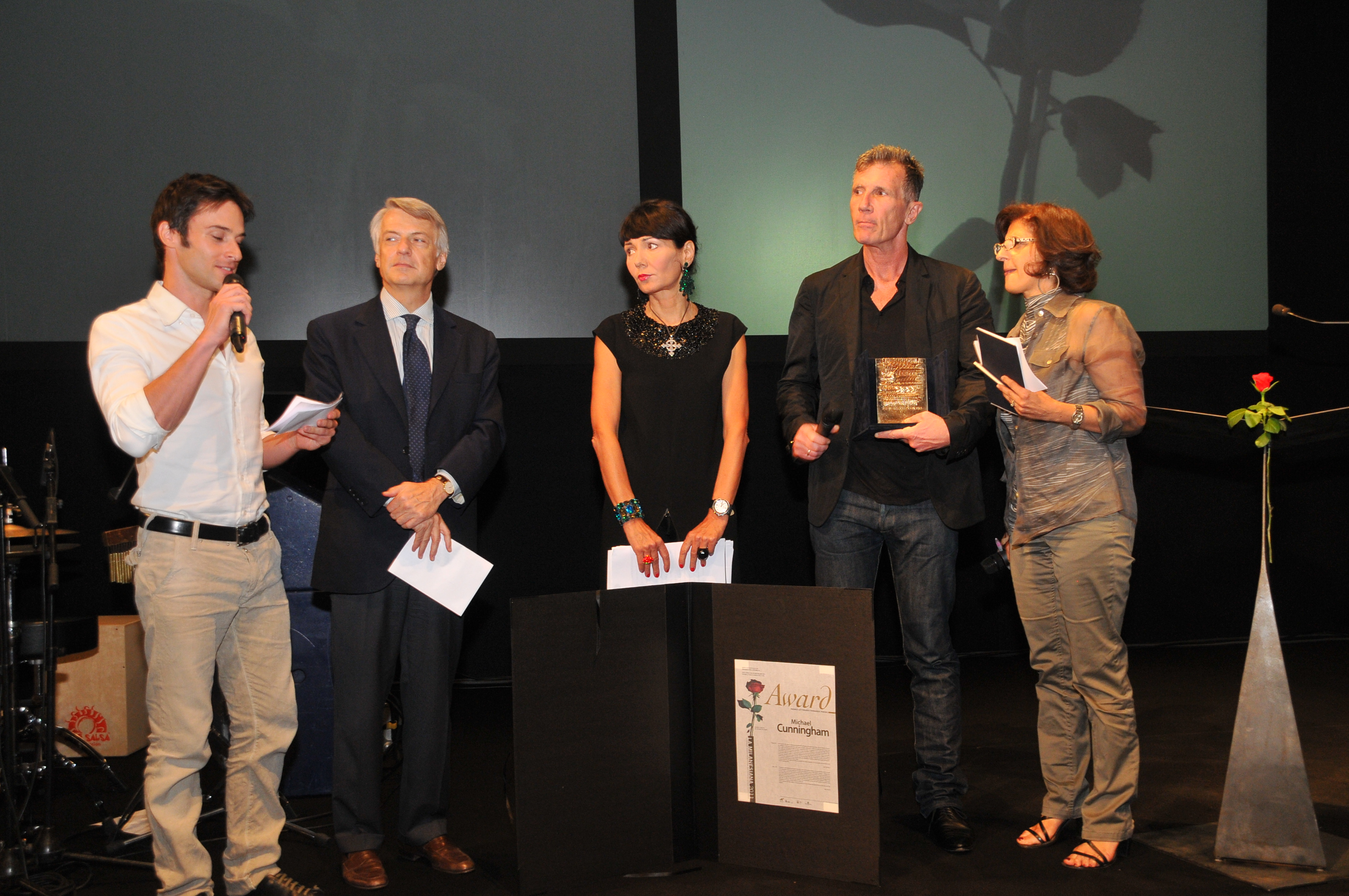
Enrico Rotelli, Ferruccio de Bortoli, Elisabetta Sgarbi, Michael Cunningham e Lidia Zanardi al Premio Pivano 2011

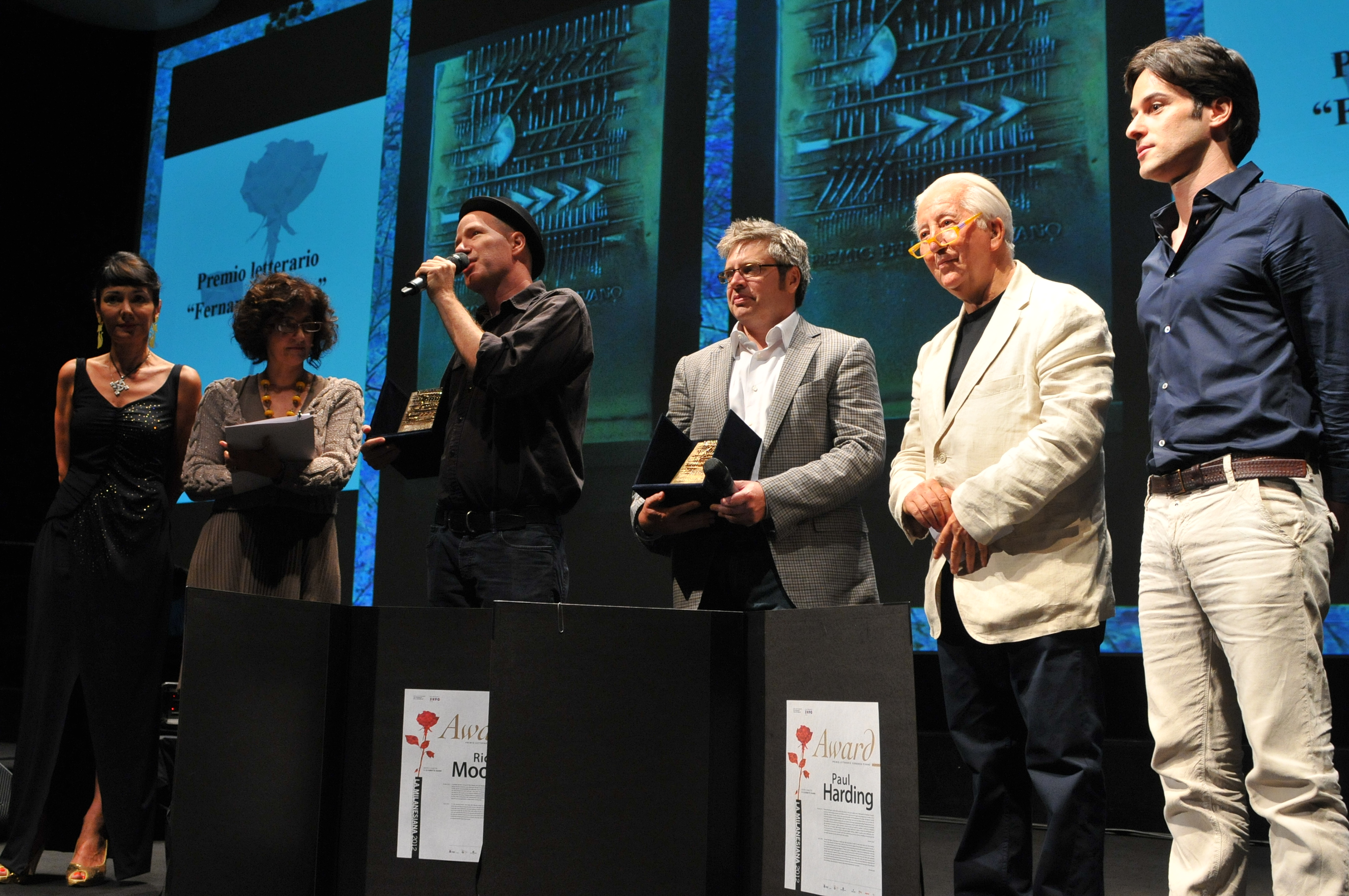
Elisabetta Sgarbi, Lidia Zanardi, Rick Moody, Paul Harding, Valerio Di Carlo e Enrico Rotelli al Premio Pivano 2012

Il premio Fernanda Pivano è un premio letterario non competitivo nato nel 2003 e assegnato annualmente in una prima fase a personalità italiane della cultura e dello spettacolo e, dal 2009, ad autori americani che si sono distinti attraverso la propria opera tradotta in Italia.

## Origini
Ideato nel 2003 dalla stessa Fernanda Pivano con il contributo della giornalista Fiorella Minervino e proseguito anche dopo la sua scomparsa nell'agosto 2009, il Premio Fernanda Pivano rappresenta il lavoro di diffusione della letteratura americana che la scrittrice, giornalista e traduttrice ha intrapreso in Italia come protagonista e testimone dei più interessanti fermenti letterari del secondo Novecento. A lei si deve infatti la pubblicazione e la diffusione di autori leggendari come Ernest Hemingway, Jack Kerouac, Jay McInerney e della cosiddetta Beat Generation. L'inizio del suo percorso letterario risale al 1943, con la pubblicazione per Einaudi della prima traduzione della Spoon River Anthology di Edgar Lee Masters, sotto la guida di Cesare Pavese.

## Evoluzione
Il premio consiste in un'opera esclusiva realizzata da Arnaldo Pomodoro, egli stesso vincitore nell'edizione 2004. Le prime cinque edizioni sono state organizzate all'interno della manifestazione La Tigulliana di Santa Margherita Ligure per premiare talenti dell'arte, della cultura e dello spettacolo italiani. Dal 2009 il Premio è ospitato all'interno del Festival La Milanesiana e ha assunto lo specifico obiettivo di promuovere in Italia le opere di autori americani.
A partire dall'edizione del 2019, il Premio viene consegnato all'interno del nuovo Festival della Disobbedienza che si tiene a Santa Margherita Ligure. Inoltre, è stato indrodotta la categoria "Pianeta Fresco" riservata a scrittori al di sotto dei 45 anni di età.

## Albo dei vincitori
| Anno | Vincitore                                                      |
| ---- | -------------------------------------------------------------- |
| 2003 | Renzo Piano, Alessandro Cecchi Paone, Riccardo Muti            |
| 2004 | Arnaldo Pomodoro, Luciano Ligabue, Alain Elkann                |
| 2005 | Paolo Mieli, Jovanotti, Germano Celant                         |
| 2006 | Mariangela Melato, Vasco Rossi, Roberto D'Agostino             |
| 2007 | Dori Ghezzi, Vinicio Capossela, Andrea De Carlo, Antonio Ricci |
| 2008 | sospeso                                                        |
| 2009 | Erica Jong                                                     |
| 2010 | Joyce Carol Oates                                              |
| 2011 | Michael Cunningham                                             |
| 2012 | Paul Harding, Rick Moody                                       |
| 2013 | Michael Chabon, Fabio Fazio                                    |
| 2014 | Andrew Sean Greer                                              |
| 2015 | Jonathan Galassi                                               |
| 2016 | Edward Carey                                                   |
| 2017 | Dana Spiotta                                                   |
| 2018 | Joby Warrick                                                   |
| 2019 | Nathan Englander, Kevin Powers (categoria "Pianeta Fresco")    |
| 2020 | Valeria Luiselli                                               |